# Morti il 3 settembre
| Questa pagina contiene informazioni ricavate automaticamente dalle voci biografiche con l'ausilio del template Bio e di un bot. L'aggiornamento è periodico e automatico e ricostruisce completamente la pagina. Se manca una persona in questa lista, sei pregato di non aggiungerla, ma accertati piuttosto che la sua voce biografica contenga il template Bio e che i dati anagrafici siano correttamente compilati. Se il template Bio manca, inseriscilo tu stesso o, in alternativa, metti l'avviso {{tmp\|Bio}} che ne segnala la mancanza. Se i dati riportati sono sbagliati, correggi direttamente la voce biografica; le modifiche saranno visibili in questa lista entro pochi giorni. Per chiarimenti vedi il progetto biografie. La lista contiene solo le 464 persone che sono citate nell'enciclopedia e per le quali è stato implementato correttamente il template Bio. Pagina aggiornata al 5 ago 2025. |

## IV secolo(1)
- 366 - San Marino, santo dalmata (n. 275)

## VI secolo(1)
- 600 - Costanzo, arcivescovo italiano

## X secolo(1)
- 931 - Uda, imperatore giapponese (n. 867)

## XI secolo(2)
- 1057 - Rinaldo I di Borgogna, conte
- 1063 - Enrico II di Augusta, vescovo cattolico tedesco

## XII secolo(1)
- 1120 - Gerardo Sasso, monaco cristiano italiano

## XIII secolo(6)
- 1205 - Pietro di Poitiers, teologo francese
- 1231 - Guglielmo II di Dampierre, nobile
- 1244 - Guala de Roniis, vescovo cattolico italiano
- 1259 - Dietrich von Grüningen
- 1260 - Kitbuga Noyan, militare mongolo
- 1279 - Étienne Tempier, teologo e vescovo cattolico francese

## XIV secolo(5)
- 1301 - Alberto I della Scala, condottiero italiano
- 1328 - Castruccio Castracani, militare e politico italiano (n. 1281)
- 1342 - Anna Anachoutlou, nobile bizantina
- 1349 - Lamberto Balduino della Cecca, vescovo cattolico italiano
- 1359 - Otho Holland, nobile e cavaliere medievale inglese (n. 1316)

## XV secolo(6)
- 1402 - Gian Galeazzo Visconti, politico italiano (n. 1351)
- 1420 - Roberto Stuart, nobile scozzese (n. 1339)
- 1467 - Eleonora d'Aviz, principessa portoghese (n. 1434)
- 1481 - Amalia di Hohenzollern, nobile (n. 1461)
- 1488 - Pier Luigi Borgia, nobile e generale spagnolo (n. 1458)
- 1497 - Nicolò Donà, patriarca cattolico italiano (n. 1434)

## XVI secolo(12)
- 1520 - Ippolito d'Este, cardinale e arcivescovo cattolico italiano (n. 1479)
- 1520 - Luigi Tasso, vescovo cattolico italiano (n. 1468)
- 1536 - Petrus Blomevenna, teologo, scrittore e monaco cristiano tedesco (n. 1466)
- 1546 - Petru IV Rareș, principe (n. 1487)
- 1572 - Torquato I Conti, I duca di Poli e Guadagnolo, nobile e militare italiano (n. 1519)
- 1578 - Giulio Feltrio della Rovere, cardinale italiano (n. 1533)
- 1580 - Giovanni il Chiomato, religioso russo
- 1581 - Ottavio Santacroce, vescovo cattolico e diplomatico italiano (n. 1542)
- 1588 - Filippo Sassetti, mercante, linguista e viaggiatore italiano (n. 1540)
- 1592 - Robert Greene, drammaturgo britannico (n. 1558)
- 1595 - Filippo di Nassau, militare olandese (n. 1566)
- 1597 - John Norreys, militare inglese (n. 1547)

## XVII secolo(20)
- 1601 - Maria Enrichetta di Nevers, nobile francese (n. 1571)
- 1602 - Giacomo Della Porta, architetto e scultore italiano (n. 1532)
- 1608 - Guillem de Santcliment, nobile e ambasciatore spagnolo
- 1620 - Timoteo II di Costantinopoli, arcivescovo ortodosso greco
- 1626 - Filippo Ferrari, cosmografo, matematico e teologo italiano (n. 1551)
- 1632 - Carlo Bononi, pittore italiano
- 1634 - Edward Coke, politico e giurista inglese (n. 1552)
- 1634 - Giovanni Federico di Holstein-Gottorp, arcivescovo luterano tedesco (n. 1579)
- 1642 - Elisabetta di Nassau, duchessa (n. 1577)
- 1651 - Giovanni Giacomo Panciroli, cardinale italiano (n. 1587)
- 1653 - Claudius Salmasius, antiquario, umanista e filologo classico francese (n. 1588)
- 1657 - Giovanni Francesco Guerrieri, pittore italiano (n. 1589)
- 1658 - Oliver Cromwell, generale e politico inglese (n. 1599)
- 1662 - William Lenthall, politico inglese (n. 1591)
- 1667 - Alonso Cano, scultore, architetto e pittore spagnolo (n. 1601)
- 1674 - Pieter Boel, pittore fiammingo (n. 1622)
- 1679 - Brigida Morello, religiosa italiana (n. 1610)
- 1680 - Anna Elisabetta di Anhalt-Bernburg, nobile (n. 1647)
- 1698 - Robert Howard, nobile e politico inglese (n. 1626)
- 1699 - Mahmud Shah II di Johor, sovrano malese (n. 1675)

## XVIII secolo(19)
- 1703 - Giuseppe Maria Ficatelli, pittore italiano (n. 1639)
- 1711 - Elisabeth Sophie Chéron, pittrice, poetessa e musicista francese (n. 1648)
- 1714 - Pietro Antonio Fiocco, compositore italiano (n. 1632)
- 1720 - Henri de Massue, militare britannico (n. 1648)
- 1729 - Jean Hardouin, gesuita, filologo e antiquario francese (n. 1646)
- 1734 - Cristiano Ludovico di Brandeburgo-Schwedt, principe e militare (n. 1677)
- 1737 - Johann Philipp von Hattorf, politico tedesco (n. 1682)
- 1742 - Francesco Bianchi, architetto italiano (n. 1682)
- 1746 - Marcello Sacchi, vescovo cattolico italiano (n. 1683)
- 1747 - Francesca Maria Apolline Biancolelli, attrice teatrale italiana (n. 1664)
- 1754 - Giovanni Biagio Amico, architetto, teologo e presbitero italiano (n. 1684)
- 1756 - Johann Friedrich Christ, archeologo e storico dell'arte tedesco (n. 1701)
- 1757 - Giulio Pontedera, botanico italiano (n. 1688)
- 1758 - Henry Howard, IV conte di Carlisle, nobile e politico britannico (n. 1694)
- 1780 - Francesco Manganelli, fantino italiano (n. 1724)
- 1784 - Francesco Gori Gandellini, critico d'arte italiano (n. 1738)
- 1792 - Michel-François de LaGardette, gesuita francese (n. 1744)
- 1792 - Maria Teresa Luisa di Savoia-Carignano, principessa (n. 1749)
- 1796 - Louis Jean-Jacques Durameau, pittore francese (n. 1733)

## XIX secolo(54)
- 1801 - Riccardo Capece Minutolo, vescovo cattolico italiano (n. 1746)
- 1802 - Edward Hand, generale, medico e politico irlandese (n. 1744)
- 1803 - Pomare I, re (n. 1753)
- 1805 - Richard Meade, II conte di Clanwilliam, nobile irlandese (n. 1766)
- 1807 - Jean-François Leleu, ebanista francese (n. 1729)
- 1809 - George Coventry, VI conte di Coventry, politico inglese (n. 1722)
- 1809 - Ekaterina Ivanovna Olsuf'eva, nobildonna russa (n. 1758)
- 1816 - Friedrich Ludwig Schröder, attore teatrale e drammaturgo tedesco (n. 1744)
- 1817 - Jonathan Elmer, politico statunitense (n. 1745)
- 1820 - Benjamin Latrobe, architetto e progettista britannico (n. 1764)
- 1821 - Benjamin Taliaferro, politico e generale statunitense (n. 1750)
- 1824 - Georges Louis Marie Dumont de Courset, botanico e agronomo francese (n. 1746)
- 1830 - Guglielmo Enrico di Nassau-Zuylestein, V conte di Rochford, diplomatico inglese (n. 1754)
- 1835 - Carlo Barabino, architetto e urbanista italiano (n. 1768)
- 1836 - Daniel Mendoza, pugile inglese (n. 1764)
- 1838 - Franz von Scholl, ufficiale e ingegnere tedesco (n. 1772)
- 1838 - Sante Viola, avvocato e storico italiano (n. 1773)
- 1839 - Luigi Biondi, scrittore e archeologo italiano (n. 1776)
- 1840 - Giuseppe Becherini, compositore, teorico musicale e organista italiano (n. 1758)
- 1843 - Percy Jocelyn, vescovo anglicano irlandese (n. 1764)
- 1844 - Adam Bittner, astronomo, matematico e filosofo ceco (n. 1777)
- 1846 - Edward Rudge, botanico e antiquario inglese (n. 1763)
- 1849 - Ernst von Feuchtersleben, scrittore austriaco (n. 1806)
- 1850 - Giuseppe Renaud di Falicon, generale italiano (n. 1775)
- 1852 - Johann Karl Simon Morgenstern, filologo classico tedesco (n. 1770)
- 1854 - Henry Fourdrinier, imprenditore britannico (n. 1766)
- 1854 - Alessandro Romani, pittore italiano (n. 1800)
- 1854 - Christoph von Schmid, scrittore, religioso e educatore tedesco (n. 1768)
- 1855 - Giacinto Fedele Avet, magistrato e politico italiano (n. 1788)
- 1856 - Honório Carneiro Leão, politico brasiliano (n. 1801)
- 1857 - Jean Baptiste McLoughlin, politico canadese (n. 1784)
- 1859 - Karl von Abel, politico tedesco (n. 1788)
- 1861 - Ernest Edgcumbe, III conte di Mount Edgcumbe, politico inglese (n. 1797)
- 1862 - Adolphe Antoine Richenpanse, generale francese (n. 1800)
- 1862 - Hon'inbō Shūsaku, goista giapponese (n. 1829)
- 1869 - Costantino di Hohenzollern-Hechingen, principe (n. 1801)
- 1870 - Noël Raoult, generale francese (n. 1810)
- 1871 - Luigi Pizzardi, politico italiano (n. 1815)
- 1872 - Immanuel Nobel, ingegnere, architetto e inventore svedese (n. 1801)
- 1874 - Hans Conon von der Gabelentz, politico e linguista tedesco (n. 1807)
- 1874 - John Rennie il Giovane, ingegnere britannico (n. 1794)
- 1877 - Adolphe Thiers, politico, storico e avvocato francese (n. 1797)
- 1879 - Pierre-Louis Cavagnari, diplomatico e militare inglese (n. 1841)
- 1881 - Maria Clementina d'Asburgo-Lorena, nobile (n. 1798)
- 1882 - Luigi Franchi di Pont, politico italiano (n. 1803)
- 1883 - Ivan Sergeevič Turgenev, scrittore e drammaturgo russo (n. 1818)
- 1885 - Galileo Pallotta, medico italiano (n. 1797)
- 1886 - Maria Velotti, religiosa italiana (n. 1826)
- 1887 - Timotei Cipariu, glottologo, filologo e teologo rumeno (n. 1805)
- 1893 - Girolamo Napoleone Bonaparte II, militare statunitense (n. 1830)
- 1895 - Sven Lovén, biologo e zoologo svedese (n. 1809)
- 1898 - Giovanni Corbeddu Salis, criminale italiano (n. 1844)
- 1899 - Sofronio III di Costantinopoli, arcivescovo ortodosso ottomano (n. 1798)
- 1900 - Eduard Dämel, entomologo tedesco (n. 1821)

## XX secolo(212)
- 1901 - Friedrich Chrysander, musicologo e editore musicale tedesco (n. 1826)
- 1903 - Pietro Pedranzini, patriota italiano (n. 1826)
- 1904 - James Archer, pittore britannico (n. 1823)
- 1904 - Emilio Comba, storico e religioso italiano (n. 1839)
- 1905 - François Pierre Barry, pittore francese (n. 1813)
- 1909 - Francesco Cannas, magistrato italiano (n. 1847)
- 1909 - Pietro Manfrin di Castione, politico italiano (n. 1827)
- 1910 - Enrico Mazzanti, ingegnere e disegnatore italiano (n. 1850)
- 1910 - Genova Thaon di Revel, nobile, militare e patriota italiano (n. 1817)
- 1911 - Placido Gabrielli, banchiere e politico italiano (n. 1832)
- 1911 - Francesco Zaboglio, religioso e missionario italiano (n. 1852)
- 1912 - Roberto Guastalla, pittore italiano (n. 1855)
- 1912 - Percival Parr, calciatore inglese (n. 1859)
- 1912 - Josephine Silone Yates, docente, scrittrice e oratrice statunitense (n. 1859)
- 1914 - Albéric Magnard, compositore francese (n. 1865)
- 1915 - Kolos Vaszary, cardinale e arcivescovo cattolico ungherese (n. 1832)
- 1916 - Armand du Paty de Clam, ufficiale francese (n. 1853)
- 1917 - Armando Carito, calciatore italiano (n. 1894)
- 1917 - Otto Hartmann, militare e aviatore tedesco (n. 1889)
- 1918 - Arnaldo Berni, militare italiano (n. 1894)
- 1918 - Fanja Kaplan, rivoluzionaria e attivista russa (n. 1890)
- 1921 - Jacob Katzenstein, medico tedesco (n. 1864)
- 1921 - Mario Pratesi, scrittore italiano (n. 1842)
- 1921 - Lorenz Ritter, pittore e incisore tedesco (n. 1832)
- 1921 - Giuseppe Vadalà Papale, giurista italiano (n. 1854)
- 1922 - René Tartara, nuotatore e pallanuotista francese (n. 1881)
- 1925 - Luigi Pintor, giurista e politico italiano (n. 1882)
- 1926 - Maurice Hennequin, commediografo e librettista belga (n. 1863)
- 1927 - Emma Smith DeVoe, attivista statunitense (n. 1848)
- 1929 - Jan Kanty Steczkowski, politico e economista polacco (n. 1862)
- 1930 - Jiří Chocholouš, compositore di scacchi boemo (n. 1856)
- 1931 - David Dunlop, velista britannico (n. 1859)
- 1931 - Franz Schalk, direttore d'orchestra austriaco (n. 1863)
- 1932 - Daniil Semënovič Ėl'men', imprenditore, economista e politico russo (n. 1885)
- 1932 - Pavlik Trofimovič Morozov, sovietico (n. 1918)
- 1933 - Leonardo Bistolfi, scultore e politico italiano (n. 1859)
- 1933 - Frédéric Soulacroix, pittore francese (n. 1858)
- 1933 - Clarice Tartufari, scrittrice italiana (n. 1868)
- 1934 - Maria Barbara Tosatti, poetessa italiana (n. 1891)
- 1935 - Oskar Strnad, architetto, scenografo e scultore austriaco (n. 1879)
- 1936 - Hayrünnisa Hanim, nobildonna ottomana (n. 1876)
- 1936 - Elia Musatti, politico italiano (n. 1869)
- 1936 - Francesco Rapisardi, architetto, scrittore e poeta italiano (n. 1842)
- 1937 - Gaetano Badii, storico e bibliotecario italiano (n. 1867)
- 1937 - François Guiguet, pittore francese (n. 1860)
- 1937 - Pietro di Maria, arcivescovo cattolico e diplomatico italiano (n. 1865)
- 1939 - Edvard Westermarck, antropologo e filosofo finlandese (n. 1862)
- 1941 - Corrado D'Errico, regista, critico cinematografico e sceneggiatore italiano (n. 1902)
- 1941 - Carlo Marchetto, aviatore e militare italiano (n. 1919)
- 1942 - Max Bodenstein, chimico e fisico tedesco (n. 1871)
- 1942 - Georg Hornstein, antifascista tedesco (n. 1900)
- 1942 - Domenico Jachino, militare italiano (n. 1909)
- 1943 - Paolo Orlando, ingegnere e politico italiano (n. 1858)
- 1944 - Artur Amon, cestista estone (n. 1916)
- 1944 - Emil Lang, aviatore e ufficiale tedesco (n. 1909)
- 1944 - Leandro Puccetti, partigiano italiano (n. 1923)
- 1944 - Gastone Rossi, partigiano italiano (n. 1928)
- 1945 - Artur Guttmann, compositore e direttore d'orchestra austriaco (n. 1891)
- 1947 - Virgilio Angioni, presbitero italiano (n. 1878)
- 1947 - Ronald MacDonald, maratoneta canadese (n. 1874)
- 1948 - Adelaide di Lippe-Biesterfeld, nobile tedesca (n. 1870)
- 1948 - Edvard Beneš, politico cecoslovacco (n. 1884)
- 1949 - Francesco Calì, allenatore di calcio, calciatore e arbitro di calcio italiano (n. 1882)
- 1949 - Giovanni Costetti, pittore, incisore e poeta italiano (n. 1874)
- 1949 - Vilhelm Ekelund, poeta e scrittore svedese (n. 1880)
- 1949 - Eugenio Lazzareschi, archivista, scrittore e biografo italiano (n. 1882)
- 1949 - Pompilio Seveso, pittore italiano (n. 1877)
- 1950 - Giuseppe Focosi, calciatore italiano (n. 1904)
- 1950 - Gaetano Pasotti, missionario e vescovo cattolico italiano (n. 1890)
- 1950 - Traian Vuia, inventore romeno (n. 1872)
- 1951 - Howard Steward, giocatore di curling canadese (n. 1869)
- 1951 - Serge Voronoff, chirurgo e sessuologo russo (n. 1866)
- 1952 - Antti Tulenheimo, politico finlandese (n. 1879)
- 1953 - Mario Anelli, geologo italiano (n. 1882)
- 1953 - Clyde Blair, velocista statunitense (n. 1881)
- 1954 - Eugene Pallette, attore statunitense (n. 1889)
- 1955 - Georgina Jones, tennista statunitense (n. 1882)
- 1955 - Elisabetta di Meclemburgo-Schwerin, nobile tedesca (n. 1869)
- 1958 - Eileen Hiscock, velocista britannica (n. 1909)
- 1958 - Giffard Le Quesne Martel, militare britannico (n. 1889)
- 1958 - Tom Miller, calciatore britannico (n. 1890)
- 1958 - Luigi Nicoletti, presbitero, politico e giornalista italiano (n. 1883)
- 1958 - Norman Kemp Smith, filosofo scozzese (n. 1872)
- 1959 - Giovanni del Liechtenstein, militare austriaco (n. 1873)
- 1959 - Mary H. O'Connor, sceneggiatrice e attrice statunitense (n. 1872)
- 1960 - Ermanno Frattini, calciatore italiano (n. 1916)
- 1960 - Joseph Lamb, compositore statunitense (n. 1887)
- 1960 - Willie McStay, calciatore scozzese (n. 1892)
- 1960 - Jimmy Savo, artista statunitense (n. 1892)
- 1961 - Louis Notari, scrittore, poeta e politico monegasco (n. 1879)
- 1962 - Mario Bonetti, ciclista su strada italiano (n. 1902)
- 1962 - Dorothy Brookshaw, velocista canadese (n. 1912)
- 1962 - Edward Estlin Cummings, poeta, pittore e illustratore statunitense (n. 1894)
- 1962 - Aldo Locatelli, pittore italiano (n. 1915)
- 1963 - Louis MacNeice, poeta britannico (n. 1907)
- 1964 - Hermann Breith, generale tedesco (n. 1892)
- 1964 - Guido Cortese, avvocato e politico italiano (n. 1908)
- 1964 - Mario Lusiani, pistard e ciclista su strada italiano (n. 1903)
- 1964 - Joseph Marx, compositore, insegnante e critico musicale austriaco (n. 1882)
- 1965 - Alanova, ballerina, coreografa e attrice statunitense (n. 1902)
- 1965 - Otto Lederer, attore statunitense (n. 1886)
- 1966 - Irving Klaw, fotografo e regista statunitense (n. 1910)
- 1966 - Cécile Sorel, attrice francese (n. 1873)
- 1967 - James Dunn, attore statunitense (n. 1901)
- 1967 - Mohammed bin Laden, imprenditore yemenita (n. 1908)
- 1967 - Francis Ouimet, golfista statunitense (n. 1893)
- 1967 - Vittorio Peglion, agronomo e politico italiano (n. 1873)
- 1967 - Juliusz Rómmel, generale polacco (n. 1881)
- 1968 - Juan José Castro, compositore e direttore d'orchestra argentino (n. 1895)
- 1968 - Giovanni Dello Jacovo, politico italiano (n. 1916)
- 1968 - Leoncillo Leonardi, scultore e disegnatore italiano (n. 1915)
- 1968 - Carl Pedersen, canottiere danese (n. 1884)
- 1969 - Cesare Bionaz, politico italiano (n. 1912)
- 1969 - Luigi Dommarco, poeta e paroliere italiano (n. 1876)
- 1969 - Alexander Gleichmann, canottiere tedesco (n. 1879)
- 1969 - Frico Kafenda, compositore e direttore d'orchestra slovacco (n. 1883)
- 1969 - Arthur Pope, archeologo, storico dell'arte e docente statunitense (n. 1881)
- 1969 - Antonio de Mare, calciatore argentino (n. 1909)
- 1970 - Frank Cervell, schermidore svedese (n. 1907)
- 1970 - Vasil Gendov, attore, regista e sceneggiatore bulgaro (n. 1891)
- 1970 - Thor Larsen, ginnasta norvegese (n. 1886)
- 1970 - Vince Lombardi, allenatore di football americano statunitense (n. 1913)
- 1970 - Louella Maxam, attrice statunitense (n. 1896)
- 1970 - Alan Wilson, chitarrista, cantante e armonicista statunitense (n. 1943)
- 1971 - Roundell Palmer, III conte di Selborne, politico inglese (n. 1887)
- 1971 - Immacolata d'Asburgo-Lorena, principessa austriaca (n. 1892)
- 1972 - Giovanni Perlingieri, avvocato e politico italiano (n. 1906)
- 1972 - Luigi Saccenti, architetto italiano (n. 1895)
- 1973 - Adriano Bernardi, avvocato e politico italiano (n. 1898)
- 1973 - Kees Pijl, calciatore e allenatore di calcio olandese (n. 1897)
- 1973 - Rufino Jiao Santos, cardinale e arcivescovo cattolico filippino (n. 1908)
- 1974 - Sydney Battersby, nuotatore britannico (n. 1887)
- 1974 - Paul André Doyen, generale francese (n. 1881)
- 1974 - Fausto Gullo, politico italiano (n. 1887)
- 1974 - James McCrae, allenatore di calcio e calciatore scozzese (n. 1894)
- 1974 - Harry Partch, compositore statunitense (n. 1901)
- 1974 - Paul Wescher, storico dell'arte tedesco (n. 1896)
- 1975 - Otto Kurz, storico dell'arte austriaco (n. 1908)
- 1975 - Ivan Michajlovič Majskij, diplomatico sovietico (n. 1884)
- 1975 - Nicholas Musuraca, direttore della fotografia italiano (n. 1892)
- 1976 - Franco Chiletto, fumettista, illustratore e pittore italiano (n. 1897)
- 1976 - Gino Coletti, anarchico e politico italiano (n. 1893)
- 1976 - Esteban Pedrol, calciatore e scacchista spagnolo (n. 1906)
- 1976 - Heinrich Schönfeld, allenatore di calcio e calciatore austriaco (n. 1900)
- 1977 - Mona Darkfeather, attrice statunitense (n. 1882)
- 1977 - Keith Harwood, montatore statunitense (n. 1940)
- 1977 - Gianni Vella, pittore maltese (n. 1885)
- 1978 - Mario Botter, restauratore italiano (n. 1896)
- 1978 - Karin Molander, attrice e attrice teatrale svedese (n. 1889)
- 1978 - Ottorino Visconti di Modrone, nobile e attore italiano (n. 1909)
- 1979 - John L. McMillan, politico statunitense (n. 1898)
- 1979 - Juan Pablo Pérez Alfonzo, diplomatico, politico e avvocato venezuelano (n. 1903)
- 1980 - Antonio Corazza, pittore e scenografo italiano (n. 1929)
- 1980 - Barbara O'Neil, attrice statunitense (n. 1910)
- 1980 - Duncan Renaldo, attore rumeno (n. 1904)
- 1980 - Fabian von Schlabrendorff, giurista e militare tedesco (n. 1907)
- 1981 - Mafalda Favero, soprano italiano (n. 1905)
- 1981 - Ella Hall, attrice statunitense (n. 1897)
- 1981 - Rensis Likert, psicologo statunitense (n. 1903)
- 1982 - Salvatore Baldassarri, arcivescovo cattolico italiano (n. 1907)
- 1982 - Gastone Ballarini, calciatore italiano (n. 1937)
- 1982 - Hércules de Miranda, calciatore brasiliano (n. 1912)
- 1982 - Justine Johnstone, attrice e patologa statunitense (n. 1895)
- 1982 - Roger Quinche, calciatore svizzero (n. 1922)
- 1982 - Emanuela Setti Carraro, infermiera e militare italiana (n. 1950)
- 1982 - Carlo Alberto dalla Chiesa, generale e prefetto italiano (n. 1920)
- 1983 - Derek John De Solla Price, fisico, storico della scienza e informatico inglese (n. 1922)
- 1983 - Piero Sraffa, economista italiano (n. 1898)
- 1983 - József Takács, calciatore ungherese (n. 1904)
- 1983 - Romano Tommasi, politico italiano (n. 1896)
- 1984 - Gaston Palewski, politico francese (n. 1901)
- 1984 - Arthur Schwartz, compositore e produttore cinematografico statunitense (n. 1900)
- 1984 - Francesco Tabai, triplista e lunghista italiano (n. 1908)
- 1984 - Jan Zábrana, scrittore e traduttore ceco (n. 1931)
- 1985 - Jo Jones, batterista statunitense (n. 1911)
- 1985 - Dragan Mance, calciatore serbo (n. 1962)
- 1985 - Johnny Marks, compositore e paroliere statunitense (n. 1907)
- 1986 - Angiolo Bonistalli, calciatore italiano (n. 1918)
- 1986 - Károly Gallina, calciatore ungherese (n. 1907)
- 1986 - Pino Mercanti, regista e sceneggiatore italiano (n. 1911)
- 1986 - Benedetto Riposati, presbitero, latinista e filologo classico italiano (n. 1903)
- 1986 - Vittorino Veronese, politico italiano (n. 1910)
- 1987 - Birger Fredrik Motzfeldt, generale norvegese (n. 1898)
- 1987 - Morton Feldman, compositore statunitense (n. 1926)
- 1987 - Maxwell Fry, architetto britannico (n. 1899)
- 1987 - Viktor Platonovič Nekrasov, scrittore sovietico (n. 1911)
- 1988 - Ferenc Sas, calciatore ungherese (n. 1915)
- 1988 - Bibi Torriani, hockeista su ghiaccio, slittinista e allenatore di hockey su ghiaccio svizzero (n. 1911)
- 1989 - Sten Mellgren, calciatore svedese (n. 1900)
- 1989 - Gaetano Scirea, calciatore italiano (n. 1953)
- 1990 - Mieczysław Fogg, baritono polacco (n. 1901)
- 1991 - Jean Bourgoin, direttore della fotografia francese (n. 1913)
- 1991 - Frank Capra, regista, sceneggiatore e produttore cinematografico italiano (n. 1897)
- 1991 - Eduardo Cordero, cestista cileno (n. 1921)
- 1991 - Falk Harnack, regista e sceneggiatore tedesco (n. 1913)
- 1992 - Percy Aires, attore brasiliano (n. 1932)
- 1992 - Beppe Garella, imprenditore italiano
- 1992 - Mahmoud Hessabi, fisico e politico iraniano (n. 1903)
- 1992 - Sadeq Mallallah, saudita (n. 1970)
- 1993 - David Brown, imprenditore britannico (n. 1904)
- 1993 - Dragotin Cvetko, musicologo sloveno (n. 1911)
- 1994 - Major Lance, cantante statunitense
- 1994 - Pino Mocchetti, allenatore di calcio, dirigente sportivo e imprenditore italiano (n. 1905)
- 1994 - Billy Wright, calciatore e allenatore di calcio inglese (n. 1924)
- 1995 - Pierantonio Sandri, italiano (n. 1976)
- 1996 - Elio Chinol, anglista, traduttore e critico letterario italiano (n. 1922)
- 1996 - Walter Forster, attore, autore televisivo e sceneggiatore brasiliano (n. 1917)
- 1996 - Valerij Kravčenko, pallavolista sovietico (n. 1939)
- 1996 - Mario Sernagiotto, calciatore e allenatore di calcio italiano (n. 1906)
- 1997 - Stelio Darin, calciatore italiano (n. 1926)
- 1997 - Hans Niclaus, cestista tedesco (n. 1914)
- 2000 - Edward Anhalt, sceneggiatore statunitense (n. 1914)

## XXI secolo(121)
- 2001 - Ferruccio Amendola, attore, doppiatore e direttore del doppiaggio italiano (n. 1930)
- 2001 - Pauline Kael, critica cinematografica statunitense (n. 1919)
- 2001 - David Myers, bassista e chitarrista statunitense (n. 1927)
- 2001 - Thuy Trang, attrice vietnamita (n. 1973)
- 2002 - Ted Ross, attore e cantante statunitense (n. 1934)
- 2003 - Vittorio Maria Costantini, vescovo cattolico italiano (n. 1906)
- 2003 - Alan Dugan, poeta statunitense (n. 1923)
- 2003 - Bill Farrow, cestista statunitense (n. 1918)
- 2003 - David King-Wood, attore britannico (n. 1913)
- 2003 - Rudolf Leiding, dirigente d'azienda e imprenditore tedesco (n. 1914)
- 2003 - Andrzej Nartowski, cestista polacco (n. 1931)
- 2003 - Silvio Ravera, presbitero e scrittore italiano (n. 1923)
- 2003 - Claudio Sabattini, sindacalista italiano (n. 1938)
- 2004 - Ruslan Tagirovič Chučbarov, terrorista russo (n. 1972)
- 2004 - Walter Vedrini, pittore, scrittore e poeta italiano (n. 1910)
- 2005 - Robert Funk, biblista statunitense (n. 1926)
- 2005 - Marco Racaniello, pianista, compositore e direttore di coro italiano (n. 1977)
- 2005 - William Rehnquist, giurista statunitense (n. 1924)
- 2005 - Fernando Távora, architetto portoghese (n. 1923)
- 2006 - Eva Knardahl, pianista norvegese (n. 1927)
- 2006 - Leandro Misuriello, bassista italiano (n. 1972)
- 2006 - Iller Pattacini, compositore, arrangiatore e direttore d'orchestra italiano (n. 1933)
- 2006 - Sandro Rasini, banchiere, bobbista e velista italiano (n. 1918)
- 2007 - Atilio Cremaschi, calciatore cileno (n. 1923)
- 2007 - Gustavo Eberto, calciatore argentino (n. 1983)
- 2007 - Steve Fossett, aviatore, navigatore e avventuriero statunitense (n. 1944)
- 2007 - Gift Leremi, calciatore sudafricano (n. 1984)
- 2007 - Sven Lundquist, tiratore a segno svedese (n. 1920)
- 2007 - Woody Sauldsberry, cestista statunitense (n. 1935)
- 2008 - Bahia bint Antar, principessa marocchina
- 2008 - Françoise Demulder, fotografa francese (n. 1947)
- 2008 - Michael Hammer, ingegnere statunitense (n. 1948)
- 2008 - Luigi Marras, scultore italiano (n. 1922)
- 2008 - Joan Segarra, calciatore e allenatore di calcio spagnolo (n. 1927)
- 2008 - Pierre Van Dormael, musicista e compositore belga (n. 1952)
- 2008 - Pietro Zerbi, storico e presbitero italiano (n. 1922)
- 2009 - Jolena Baldini, scrittrice italiana (n. 1921)
- 2009 - Giovanni Melis Fois, vescovo cattolico italiano (n. 1916)
- 2009 - Juchym Škol'nykov, calciatore e allenatore di calcio ucraino (n. 1939)
- 2010 - Aleh Bjabenin, giornalista bielorusso (n. 1974)
- 2010 - Dušan Lukášik, cestista e allenatore di pallacanestro cecoslovacco (n. 1932)
- 2010 - Robert Schimmel, comico e cabarettista statunitense (n. 1950)
- 2010 - Mario Tiengo, medico italiano (n. 1922)
- 2010 - José Augusto Torres, calciatore e allenatore di calcio portoghese (n. 1938)
- 2011 - Franco Balestra, pallonista italiano (n. 1924)
- 2011 - Renato Barisani, scultore e pittore italiano (n. 1918)
- 2011 - Massimiliano Chiamenti, saggista, traduttore e poeta italiano (n. 1967)
- 2011 - Andrzej Maria Deskur, cardinale e arcivescovo cattolico polacco (n. 1924)
- 2011 - Finn Helgesen, pattinatore di velocità su ghiaccio norvegese (n. 1919)
- 2011 - Sándor Képíró, militare ungherese (n. 1914)
- 2011 - Giorgina Arian Levi, politica e scrittrice italiana (n. 1910)
- 2011 - Gianfranco Occhipinti, politico italiano (n. 1948)
- 2011 - Julio Casas Regueiro, generale e politico cubano (n. 1936)
- 2011 - Giuseppe Russo, politico italiano (n. 1936)
- 2012 - Griselda Blanco, criminale colombiana (n. 1943)
- 2012 - Nelson Cenci, scrittore italiano (n. 1919)
- 2012 - Michael Clarke Duncan, attore statunitense (n. 1957)
- 2012 - Mahmoud El-Gohary, calciatore e allenatore di calcio egiziano (n. 1938)
- 2012 - Sun Myung Moon, predicatore sudcoreano (n. 1920)
- 2012 - Rui Nascimento, compositore di scacchi portoghese (n. 1914)
- 2012 - Charlie Rose, politico statunitense (n. 1939)
- 2013 - Anna Beneck, nuotatrice italiana (n. 1942)
- 2013 - Ronald Coase, economista britannico (n. 1910)
- 2013 - Pierluigi Copercini, politico italiano (n. 1945)
- 2013 - José Ramón Larraz, regista, fumettista e fotografo spagnolo (n. 1929)
- 2013 - Don Meineke, cestista statunitense (n. 1930)
- 2013 - Ivan Aleksandrovič Popov, regista russo (n. 1960)
- 2013 - Daniele Seccarecci, culturista italiano (n. 1980)
- 2013 - Ambrogio Viviani, generale e politico italiano (n. 1929)
- 2013 - Maria Maddalena de Vecchi Ranieri, bibliotecaria e paleografa italiana (n. 1921)
- 2014 - Jacqueline Risset, poetessa, critica letteraria e traduttrice francese (n. 1936)
- 2014 - Marina von Ditmar, attrice e regista tedesca (n. 1914)
- 2015 - Bruno Andreolli, storico e medievista italiano (n. 1949)
- 2015 - Chandra Bahadur Dangi, nepalese (n. 1939)
- 2015 - Loris Campana, pistard italiano (n. 1926)
- 2015 - Gianni Cerioni, politico italiano (n. 1937)
- 2015 - Ken Horne, calciatore inglese (n. 1926)
- 2015 - Roberto Maffioletti, politico e avvocato italiano (n. 1927)
- 2016 - Maria Isabel Barreno, scrittrice portoghese (n. 1939)
- 2016 - Miguel Ángel Bustillo, calciatore spagnolo (n. 1946)
- 2016 - Leslie H. Martinson, regista e giornalista statunitense (n. 1915)
- 2016 - Jan Nilsen, calciatore norvegese (n. 1937)
- 2016 - Claudio Olinto de Carvalho, calciatore e allenatore di calcio brasiliano (n. 1942)
- 2016 - Jean-Christophe Yoccoz, matematico francese (n. 1957)
- 2017 - John Ashbery, poeta statunitense (n. 1927)
- 2017 - Walter Becker, chitarrista e bassista statunitense (n. 1950)
- 2017 - Pietro Biagioli, calciatore e allenatore di calcio italiano (n. 1929)
- 2017 - Luis Duarte, cestista peruviano (n. 1941)
- 2017 - Hans Nylund, calciatore norvegese (n. 1939)
- 2017 - Piet Ouderland, calciatore, allenatore di calcio e cestista olandese (n. 1933)
- 2017 - Sugar Ramos, pugile cubano (n. 1941)
- 2017 - Rolando Rossi, allenatore di calcio e calciatore italiano (n. 1922)
- 2018 - Lydia Clarke, attrice e fotografa statunitense (n. 1923)
- 2018 - Klaus Gerwien, calciatore tedesco (n. 1940)
- 2019 - Halvard Hanevold, biatleta norvegese (n. 1969)
- 2019 - Peter Lindbergh, fotografo tedesco (n. 1944)
- 2019 - Carol Lynley, attrice statunitense (n. 1942)
- 2019 - José de Jesús Pimiento Rodríguez, cardinale e arcivescovo cattolico colombiano (n. 1919)
- 2019 - Felice Schiavi, baritono italiano (n. 1931)
- 2020 - Rudy Clark, cantautore statunitense (n. 1935)
- 2020 - Eduardo José Gomes Camessele Mendes, calciatore, allenatore di calcio e dirigente sportivo portoghese (n. 1962)
- 2020 - Gianni Serra, regista e sceneggiatore italiano (n. 1933)
- 2020 - Birol Ünel, attore turco (n. 1961)
- 2021 - Attilio Maseri, cardiologo e filantropo italiano (n. 1935)
- 2021 - Hans Ulrik Nørgaard-Nielsen, astronomo danese
- 2021 - Atanas Pejčinski, cestista bulgaro (n. 1935)
- 2021 - Shin'ichirō Sawai, regista e sceneggiatore giapponese (n. 1938)
- 2022 - Jurij Baškatov, nuotatore sovietico (n. 1968)
- 2022 - Scott Campbell, hockeista su ghiaccio canadese (n. 1957)
- 2022 - Alarico Gattia, fumettista italiano (n. 1927)
- 2022 - Shavez Hart, velocista bahamense (n. 1992)
- 2022 - Helmut Stein, calciatore tedesco orientale (n. 1942)
- 2023 - José Gregori, politico e avvocato brasiliano (n. 1930)
- 2023 - Gilberto Hernández, calciatore panamense (n. 1997)
- 2023 - Heath Streak, crickettista zimbabwese (n. 1974)
- 2023 - Tracy 168, writer statunitense (n. 1958)
- 2023 - John F. Turner, architetto e urbanista britannico (n. 1927)
- 2024 - Flora Fraser, XXI Lady Saltoun, nobile scozzese (n. 1930)
- 2024 - Guido Carlo Gatti, cestista italiano (n. 1938)
- 2024 - Zdeněk Rylich, cestista cecoslovacco (n. 1931)
- 2024 - Gianni Simoni, magistrato e scrittore italiano (n. 1938)

## Senza anno specificato(3)
- Gerald FitzGerald, VIII conte di Kildare, nobile irlandese
- Goffredo I di Verdun, nobile francese
- Remaclo, vescovo, abate e santo franco